# Eau Claire (Wisconsin)
Eau Claire és una població dels Estats Units a l'estat de Wisconsin. Segons el cens del 2000 tenia 61.704 habitants.

## Origen de nom
"Eau Claire" és la forma singular del nom original en francès, "Eaux Claire", que significa "aigües clares", pel riu Eau Claire. Segons la llegenda local, el riu va ser anomenat així perquè els primers exploradors francesos van viatjar per la pluja va enterbolir riu Chippewa, van passar sobre el riu Eau Claire, exclamar amb entusiasme "Voici l'Eau Claire!" ("Aquí [és] l'aigua clara!"), el lema de la ciutat, que apareix en el segell de la ciutat.

## Demografia
Segons el cens del 2000, Eau Claire tenia 61.704 habitants, 24.016 habitatges, i 13.569 famílies. La densitat de població era de 786,8 habitants per km².
Dels 24.016 habitatges en un 27,7% hi vivien nens de menys de 18 anys, en un 44,4% hi vivien parelles casades, en un 9,3% dones solteres, i en un 43,5% no eren unitats familiars. En el 30% dels habitatges hi vivien persones soles el 10,5% de les quals corresponia a persones de 65 anys o més que vivien soles. El nombre mitjà de persones vivint en cada habitatge era de 2,38 i el nombre mitjà de persones que vivien en cada família era de 2,99.
Per edats la població es repartia de la següent manera: un 21,6% tenia menys de 18 anys, un 22,1% entre 18 i 24, un 26,1% entre 25 i 44, un 18,2% de 45 a 60 i un 11,9% 65 anys o més.
L'edat mediana era de 29 anys. Per cada 100 dones de 18 o més anys hi havia 87,8 homes.
La renda mediana per habitatge era de 36.399$ i la renda mediana per família de 49.320$. Els homes tenien una renda mediana de 32.503$ mentre que les dones 23.418$. La renda per capita de la població era de 18.230$. Aproximadament el 5,5% de les famílies i el 13,6% de la població estaven per davall del llindar de pobresa.

## Poblacions més properes
El següent diagrama mostra les poblacions més properes.

## Escena de la música local

El Sarge Boyd Bandshell a Owen Park apareix en la Registre Nacional de Llocs Històrics. Construït el 1938 per exhibir la Banda Municipal de Eau Claire, segueix sent el lloc de primera en la ciutat per l'actuació a l'aire lliure.

La Vall Chippewa, sobretot Eau Claire, ha generat un gran nombre de bandes indie respectada a nivell nacional. Grups com Bon Iver, Laarks, Megafauna, Peter Wolf Crier i S. Carey han aconseguit diferents nivells d'èxit nacional i internacional. Altres grups, com ara Daredevil Christopher Wright, Farms, Vacation Dad, i Rose Adelyn també han rebut atenció favorable a l'escenari nacional.
Eau Claire, Wisconsin és també la llar d'un dels millors programes de jazz a la nació. El seu conjunt de jazz superior universitària ha estat guardonat amb la trajectòria i prestigi "Downbeat Premi Magazine" al millor conjunt de jazz a la universitat de la nació en sis ocasions, sent la més recent el 2010. La comunitat també acull el Festival de Jazz de Eau Claire, que ha estat en existència des de 1968.
Les destinacions més populars de música en viu a la Vall Chippewa són: El Teatre de l'Estat, El Gran Teatre Petit, La Casa del Rock, Casa de Te Infinitea, La Ratonera, La Cabanya (UWEC Campus), Higherground (UWEC Campus), Skate Amèrica de Hoffy, i el Sarge Boyd Bandshell en Owen Park, on la Banda Municipal de Eau Claire presenta entreteniment lliure orientat a la família durant tot l'estiu.
El 2006, durant un concert a Milwaukee, Wisconsin, Bob Seger va revelar que ell havia escrit la cançó "Turn the Page" en una habitació d'hotel en Eau Claire, Wisconsin.
Country Jam USA en Eau Claire es va formar el 1987. El 1990, la primera Country Jam es va dur a terme en Eau Claire i, sovint atrau els visitants en els mesos d'estiu.